# Bernardo Álvarez Acero
Bernardo Álvarez Acero, más conocido simplemente por su segundo apellido (f. Madrid, 21 de enero de 1821), fue un compositor español.

## Biografía
Se desconoce cuándo nació, pero se sabe que en abril de 1795 estaba de maestro de música en el teatro de los Caños del Peral y que el 19 de ese mes se cantó de su composición un aria y una cavatina nueva que se intercaló en el melodrama Idomeneo, rey de Creta. En esa misma época, se desempeñó como maestro de capilla en el convento de la Soledad, cuya plaza desempeñó hasta principios del siglo XIX. Compuso, sobre todo, obras de temática religiosa. Falleció en Madrid el 21 de enero de 1821.